# Wladimir Meurman
Wladimir Meurman född 12 februari 1885 i Akkerman i Ryssland (nu Bilhorod-Dnistrovskyj i Ukraina), död 18 maj 1964 i Stockholm, var en svensk grafiker, ritare och målare. 
Meurman var son till den svenskfödde godsägaren Alexander Meurman och den ryska läraren Nadja Alexandrova samt bror till konstnären Vera Meurman-Lustikh. Han gifte sig med Jussine Amalia Johannesson.
Meurman studerade vid Althins målarskola i Stockholm 1909–1910 och vid Konsthögskolan som elev till Oscar Björck, Alfred Berg och Axel Tallberg. Han räknades som en begåvad etsare. Efter studierna återvände han till föräldrarnas gods i Ryssland, där han bedrev självstudier bland annat med Wilhelm Kåge. Efter den ryska revolutionen återvände han till Sverige.
Hans produktion består av landskap, porträtt, stilleben och figurer i olja, pastell och akvarell samt träsnitt.